# Hałyczyna Drohobycz
Hałyczyna Drohobycz (ukr. Футбольний клуб «Галичина» Дрогобич, Futbolnyj Kłub "Hałyczyna" Drohobycz) – ukraiński klub piłkarski z siedzibą w Drohobyczu.
W sezonie 1992 występował w Pierwszej Lidze Mistrzostw Ukrainy.

## Historia
Chronologia nazw:
- 1940–1959: Spartak Drohobycz (ukr. «Спартак» (Дрогобич))
- 1960–1971: Awanhard Drohobycz (ukr. «Авангард» (Дрогобич))
- 1972–1978: Torpedo Drohobycz (ukr. «Торпедо» (Дрогобич))
- 1979–1982: Chimik Drohobycz (ukr. «Хімік» (Дрогобич)) – po fuzji z Chimik Stebnyk
- 1983–1989: Awanhard Drohobycz (ukr. «Авангард» (Дрогобич))
- 1989–1991: SFK Drohobycz (ukr. СФК «Дрогобич»)
- 1991–...: Hałyczyna Drohobycz (ukr. «Галичина» (Дрогобич))

Sportywno-Futbolny Klub Drohobycz został założony 2 grudnia 1989 na bazie drużyny SKA Karpaty Lwów, chociaż już wcześniej miasto Drohobycz prezentowała w rozgrywkach miejscowych piłkarska drużyna Spartak, która później nazywała się Awanhard, Torpedo i Chimik.
W 1946 Spartak debiutował w Trzeciej Grupie, ukraińskiej strefie zachodniej Mistrzostw ZSRR, w której zajął wysokie 3. miejsce.
Później występował tylko w rozgrywkach lokalnych.
Do 1989 we Lwowie występował w rozgrywkach Pierwszej Ligi klub SKA-Karpaty Lwów. Kiedy klub zajął ostatnie 22. miejsce i spadł do Drugiej Ligi, w 1989 we Lwowie odradza się klub Karpaty Lwów. Reszta piłkarzy SKA-Karpaty przeniosła się do Drohobycza, gdzie w grudniu 1989 zostaje zorganizowany Sportowo-Futbolowy Klub "Drohobycz".
W 1990 klub zmienił nazwę na Hałyczyna Drohobycz.
W pierwszych Mistrzostwach Ukrainy klub występował w Pierwszej Lidze, gdzie zajął spadkowe 11. miejsce. Do sezonu 2002/03 klub występował w Drugiej Ligi. W 2003 zajął 15 spadkowe miejsce i został pozbawiony statusu klubu profesjonalnego.
Amatorska drużyna występuje w rozgrywkach mistrzostw obwodu lwowskiego.

## Sukcesy
- 10. miejsce w Klasie B ZSRR, ukraińskiej strefie 3:

1962
- 11. miejsce w Ukraińskiej Pierwszej Lidze, podgrupie 1:

1992
- 1/32 finału Pucharu ZSRR:

1992

## Inne
- Naftowyk Drohobycz
- SKA Karpaty Lwów
- Junak Drohobycz
- Watra Drohobycz